# 大口钦镇
大口钦镇，是中华人民共和国吉林省吉林市龙潭区下辖的一个乡镇级行政单位。

## 行政区划
大口钦镇下辖以下地区：
大口钦社区、大口钦村、五代村、前团村、后团村、西杨木村、付屯村、艾屯村、双岭子村、王家村、王虎村、前窑村和桦树村。